# Spar Dame (opera)
 For alternative betydninger, se Spar Dame (flertydig). (Se også artikler, som begynder med Spar Dame)
Spar Dame (russisk: Пиковая дама, Pikovaja dama) er en opera i tre akter af Tjajkovskij. Librettoen, der bygger på en novelle af Aleksandr Pusjkin, er skrevet af komponistens bror, Modest Tjajkovskij. Operaen blev uropført på Mariinskij-teatret i Sankt Petersborg den 19. december 1890.
Før i tiden blev operaen almindeligvis opført på fransk under den titel, hvorunder den kendes internationalt i dag: Pique-Dame. Nu om dage opføres den næsten kun på russisk. Spar Dame hører til de almindeligt opførte operaer. Den havde senest premiere på Det Kongelige Teater i København den 8. oktober 2000, iscenesat af Kasper Bech Holten og med Stig Fogh Andersen, Lone Koppel og Tina Kiberg i hovedpartierne. Der findes flere indspilninger af værket.

## Eksterne referencer
1. ↑  Premierer og koncerter 2000 Arkiveret 27. september 2007 hos  Wayback Machine – fra Det Kongelige Teaters hjemmeside